# Jack Canfield
Pour les articles homonymes, voir Canfield.
Jack Canfield (né le 19 août 1944 à Fort Worth) est un auteur-conférencier américain.

## Biographie
Détenteur d'une maîtrise en éducation, Jack Canfield a enseigné dans la région de Chicago, en Iowa et dans le Massachusetts. Il est coauteur de plusieurs livres sur l'estime de soi en classe ainsi que de guides sur les programmes scolaires.
Il est connu en tant que co-rédacteur du livres de développement personnel, tel que « Chicken Soup for the Soul » (Bouillon de Poulet pour l'âme), qui comporte aujourd'hui plus de 124 titres, imprimés à plus de 100 million d'exemplaire dans 47 langues.
D'après USA Today, Jack Canfield et son collaborateur Mark Victor Hansen ont été les auteurs les plus populaires en 1997. Durant sa carrière, M. Canfield a occupé successivement les postes d'instituteur, d'animateur d'atelier et de psychothérapeute.
Il est un démocrate et un chrétien. Il s'adonne au tennis, au ski, à la course à pied, au billard, à la guitare et apprécie les voyages.

## Publications
- Chicken Soup for the Soul
- Le Succès selon Jack